# Volavec
Volavec falu Horvátországban Krapina-Zagorje megyében. Közigazgatásilag Gornja Stubicához tartozik.

## Fekvése
Zágrábtól 18 km-re északra, községközpontjától 1 km-re délkeletre a Horvát Zagorje területén a megye délkeleti részén fekszik.

## Története
A településnek 1857-ben 99, 1910-ben 135 lakosa volt. Trianonig Zágráb vármegye Stubicai járásához tartozott. 2001-ben 27 lakosa volt.

## Külső hivatkozások
Gornja Stubica község honlapja